# Шмели-кукушки

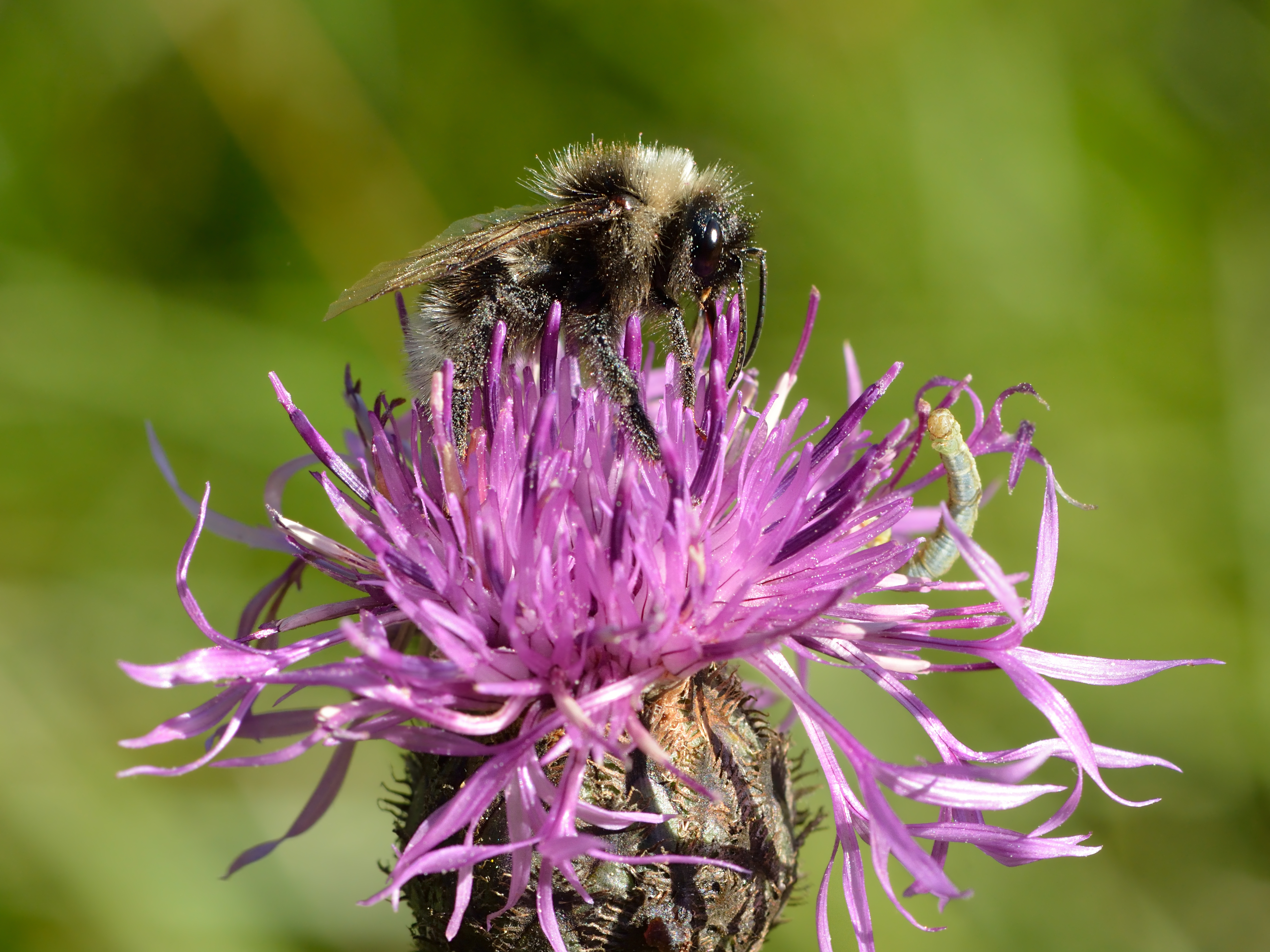
Bombus barbutellus

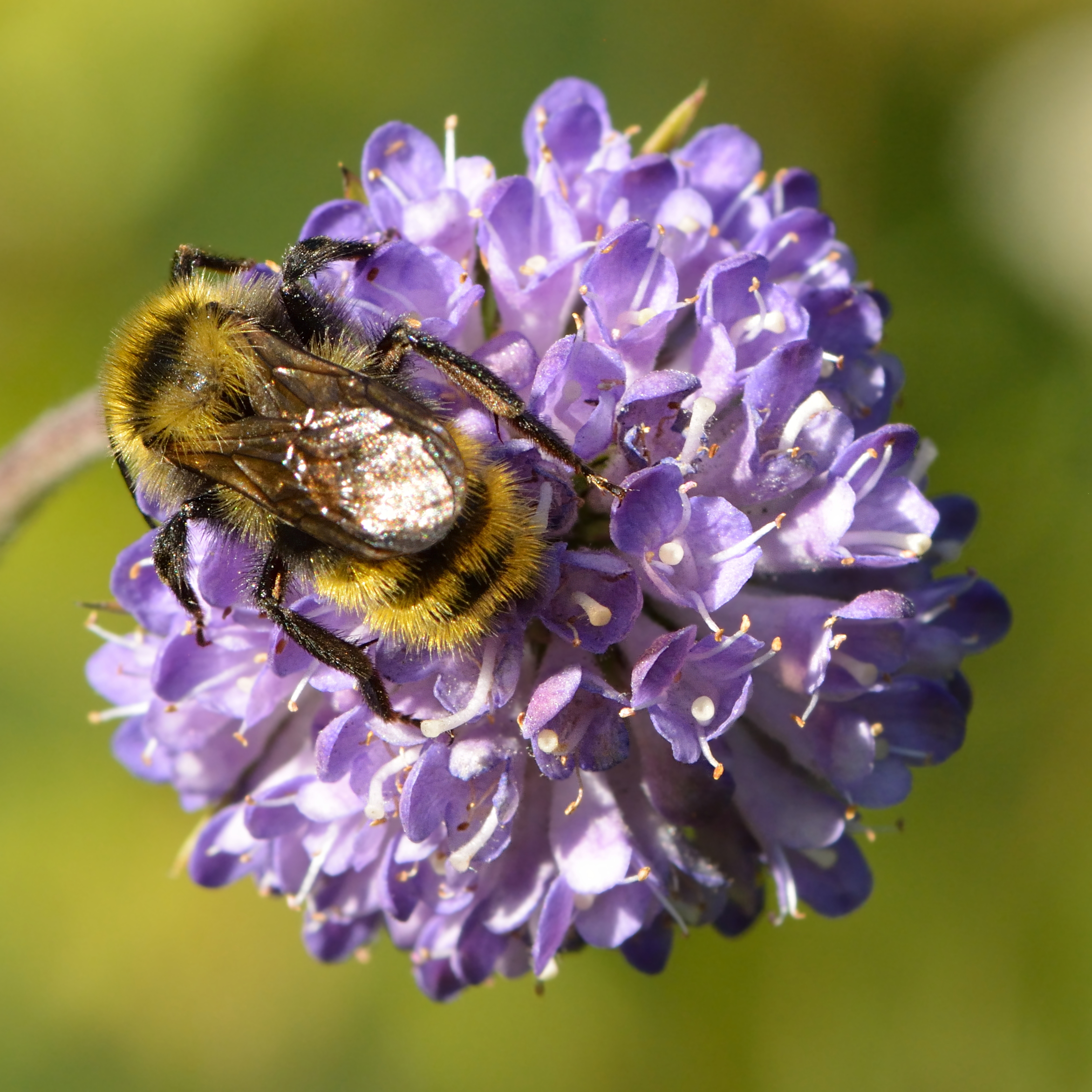
Bombus campestris

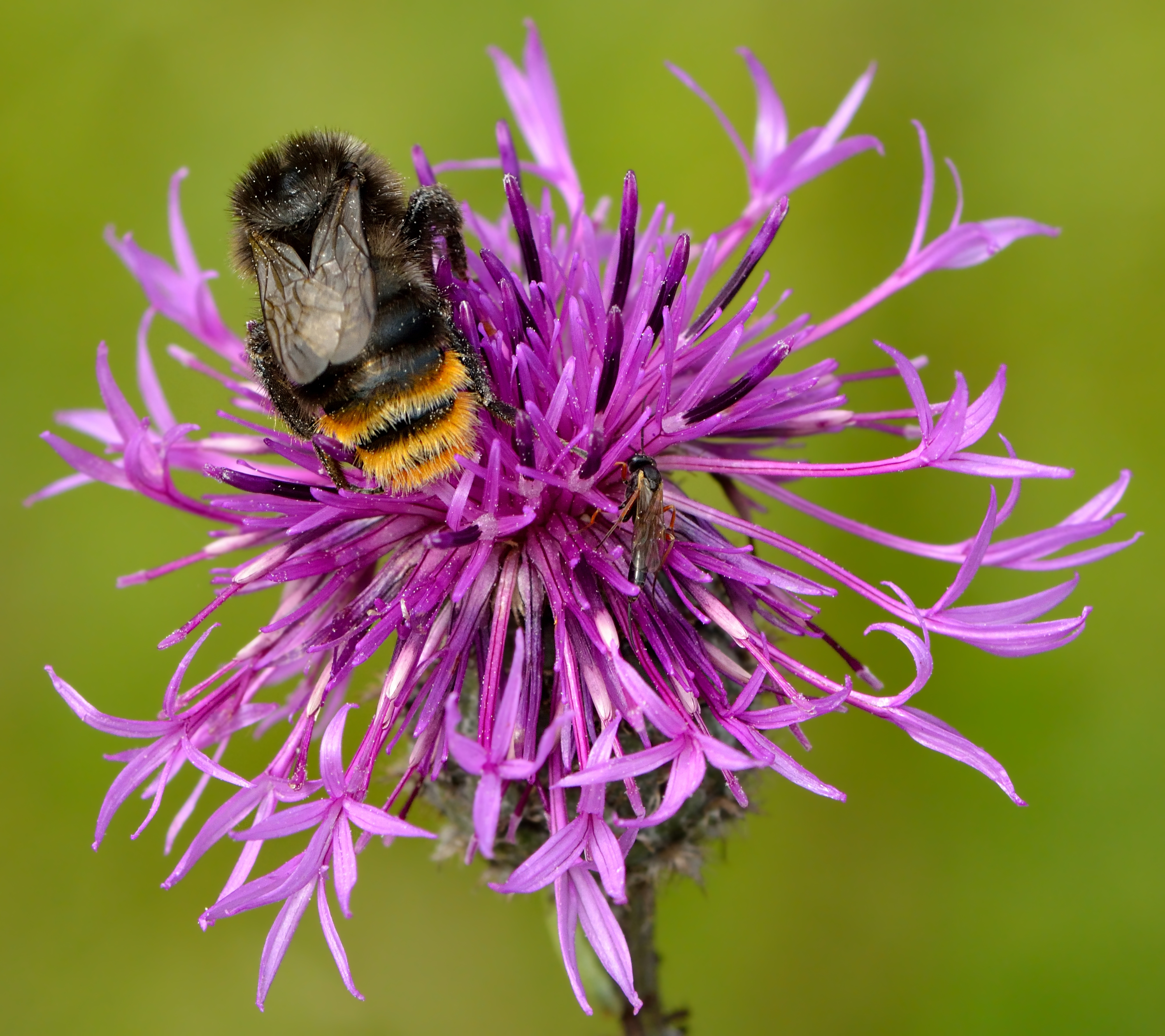
Bombus rupestris

Шмели́-куку́шки (паразитные шмели, шептуны; лат. Psithyrus) — подрод социальных паразитов из рода шмелей (Bombus), не строящих гнёзд и не собирающих пыльцу и нектар. До недавнего времени считался отдельным родом. 

## Описание
Отсутствие необходимости в добыче продовольствия привело к отличиям от прочих шмелей: волоски, покрывающие хитин, реже и короче; хоботок более короткий; хитиновый скелет значительно плотнее; корзинок для сбора пыльцы на задних лапках нет. 

## Биология
Каста рабочих отсутствует. Для выведения потомства шмель-кукушка проникает в гнездо шмелей-хозяев, предварительно дав им примерно месяц на развитие. Для поиска гнезда паразит ориентируется на запах, исходящий из сора, скапливающегося на дне гнезда. Звук полёта более тихий, чтобы не привлекать внимание хозяев. Паразит проникает тайно, первое время прячется от хозяев гнезда, пока не приобретёт их запах, затем выбирается и намеренно прохаживается перед ними, чтобы проверить их реакцию. Шмелей, не обращающих на него внимания, он не трогает, а тех, кто пытается его атаковать, убивает. Его хитиновый скелет значительно прочнее шмелиного, жало длиннее, а челюсти острее, с крепкими зубцами, и ранят сильнее шмелиных. Но иногда шмели атакуют большой группой, и незваный гость гибнет, так как в его хитиновом покрове есть уязвимые места: конец брюшка и шея.
Обычно шмель-кукушка убивает матку-хозяйку, а затем выбрасывает из расплодных пакетов личинок и яйца (но не куколок — они производят тепло и не потребляют пищевые продукты). Но некоторые виды не трогают хозяев, и они оба (паразит и хозяин) выводят потомство. Но если два шмеля-кукушки проникнут в одно гнездо, то обязательно начнут драку, и один из них неизбежно погибает.
Каждый вид шмеля-паразита развивается в гнёздах одного–двух шмелей-хозяев, а их ареал почти до северной границы ареала шмелей. Многие виды даже внешне копируют те виды, которые выбирают для развития (у одного вида — только самцы).
Личинки паразита развиваются быстрее хозяйских, а матки менее требовательны к условиям зимовки.
Некоторые виды шмелей способны защищаться от шмелей-кукушек. Например, рабочие шмеля  Bombus fervidus при проникновении в их гнездо шмелей-кукушек Psithyrus спешат отдать им капельку нектара, смазывает нектаром тело паразита. Пока это делают первые два-три шмеля, паразит не испытывает от этого никаких неудобств. Но постепенно всё тело насекомого покрывает липкая масса, заклеивающая дыхальца, залепляющая глаза и усики. В итоге этому гнезду не грозит уничтожение шмелями-кукушками.

## Список видов подродаPsithyrus
- Bombus ashtoni
- Bombus barbutellus
- Bombus bellardii
- Bombus bohemicus
- Bombus branickii
- Bombus campestris
- Bombus chinensis
- Bombus citrinus
- Bombus coreanus
- Bombus cornutus
- Bombus expolitus
- Bombus ferganicus
- Bombus fernaldae
- Bombus flavidus
- Bombus insularis
- Bombus maxillosus
- Bombus monozonus
- Bombus morawitzianus
- Bombus norvegicus
- Bombus novus
- Bombus perezi
- Bombus quadricolor
- Bombus rupestris
- Bombus skorikovi
- Bombus suckleyi
- Bombus sylvestris
- Bombus tibetanus
- Bombus turneri
- Bombus variabilis
- Bombus vestalis